# I.M.A. Malines

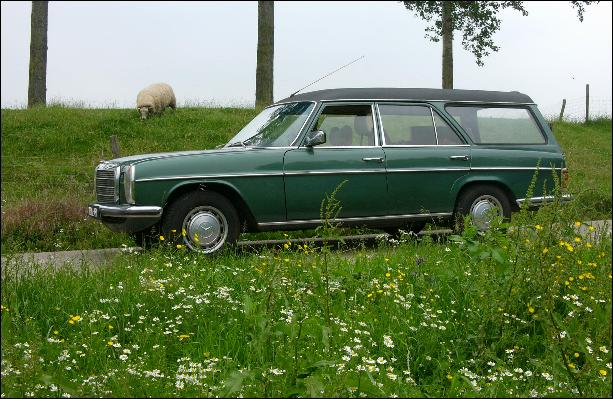
Mercedes-Benz W115 220D IMA Kombi

I.M.A. (Importateur des Moteurs et d'Automobiles), later I.M.A. Malines was importeur van verschillende automerken.
Het in 1951 opgerichte bedrijf was aanvankelijk in Brussel gevestigd als importeur van diverse automerken, waaronder Mercedes-Benz. In 1954 verhuisde het naar een nieuwe assemblagefabriek te Mechelen (Frans: Malines).
Men bouwde tussen 1964 en 1973 exclusief de stationcar-versies (de zogenaamde Mercedes-Benz Universal) van verschillende modellen Mercedes-Benz. In deze fabriek werden bepaalde delen zelf gemaakt, zoals het dak en het kofferdeksel, maar de motoren kwamen uit de Mercedes-Benz-fabriek in Untertürkheim.  Alle andere onderdelen kwamen uit Sindelfingen. Sommige onderdelen waren van de lokale markt afkomstig, zoals de vensters. Wellicht is het ironisch dat de auto's in België door deze fabricage 40% goedkoper waren dan in Duitsland.
Het bedrijf produceerde tot 1973 78.568 auto's. Daarna ging het bedrijf de Saab 99 assembleren, tot het einde van de overeenkomst met Saab in 1978, waarna de fabriek werd gesloten.